# لكر أباد سفلي
لكر أباد سفلي (بالإنجليزية: Lakarabad-e Sofla)‏ هي مستوطنة تقع في قسم انغوت الغربي الريفي في إيران. يقدر عدد سكانها بـ 195 نسمة .